# Sanshan Guojia Fengjingqu

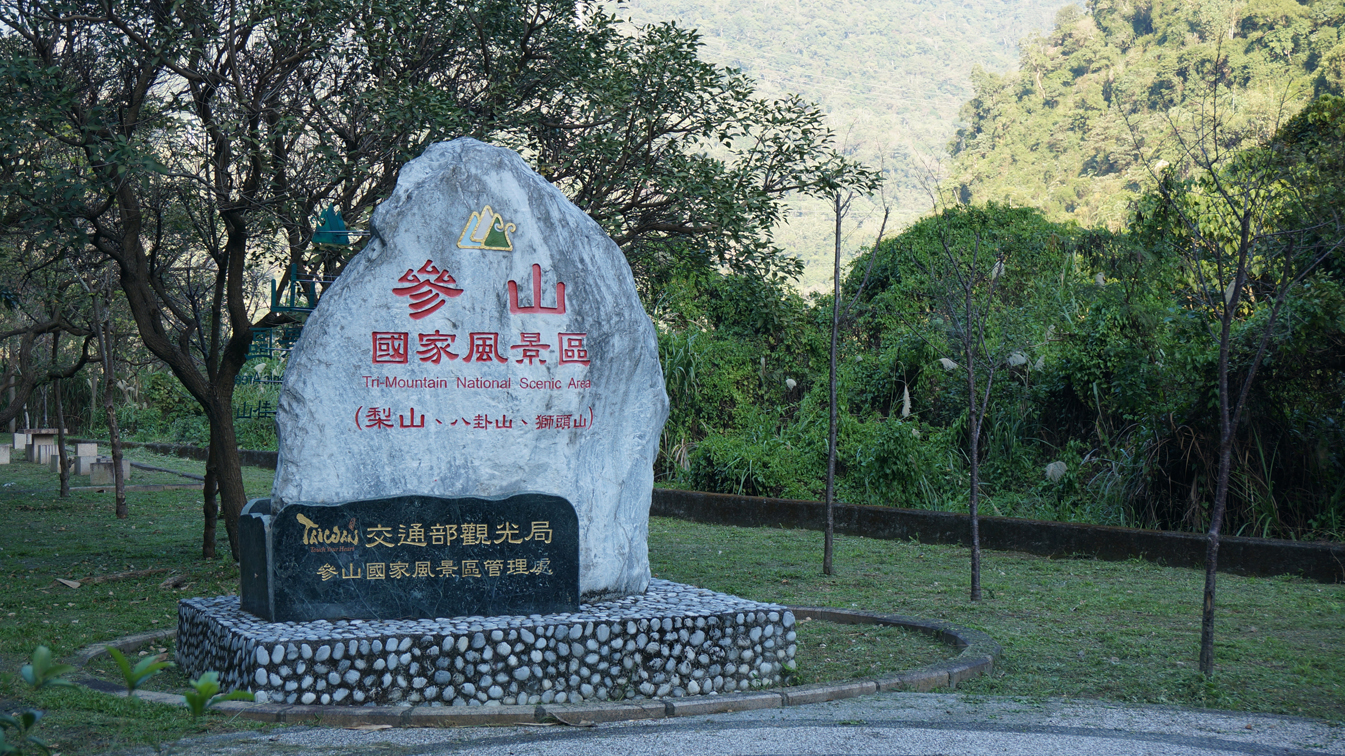
Monument des Tri-Mountain National Scenic Area.

Sanshan Guojia Fengjingqu (chinesisch 參山國家風景區, Pinyin Sānshān Guójiā Fēngjǐngqū, „Drei-Berge-Landschaftspark“), englisch: Tri-Mountain National Scenic Area, ist ein dreigeteiltes Naherholungsgebiet und Naturreservat im Gebiet von Taiwan. Die drei Reservats-Areale befinden sich in den Gebieten der Landkreise Hsinchu, Miaoli, Changhua und Nantou sowie der Stadt Taichung. Die einzelnen Areale sind Baguashan, Shitoushan und Lishan, die jeweils nach den gleichnamigen Bergen benannt sind.
Die drei Landschaftsgebiete wurden früher einzeln auf der Ebene der Provinz Taiwan verwaltet. Mit der Abschaffung der Provinzregierung wurden die Verwaltungen am 16. März 2001 zusammengefasst. Das Verwaltungsbüro liegt in Wufeng (Taichung). (⊙).

## Baguashan
Baguashan (chinesisch 八卦山, Pinyin Bāguàshān, ⊙) liegt in den Landkreisen Changhua und Nantou und umfasst das gesamte Bagua-Plateau. Das Schutzgebiet ist bekannt für die 26 m hohe Buddhastatue und einen nahegelegenen Skywalk. Auf dem Plateau werden auch Ananas (凤梨), Kurkuma (薑黃), Drachenfrucht (火龙果) und Tee angebaut. In dem Gebiet liegt auch der Shoutian-Tempel, ein beliebter Tempel für Xuanwu (Xuantian Shangdi).

## Shitoushan

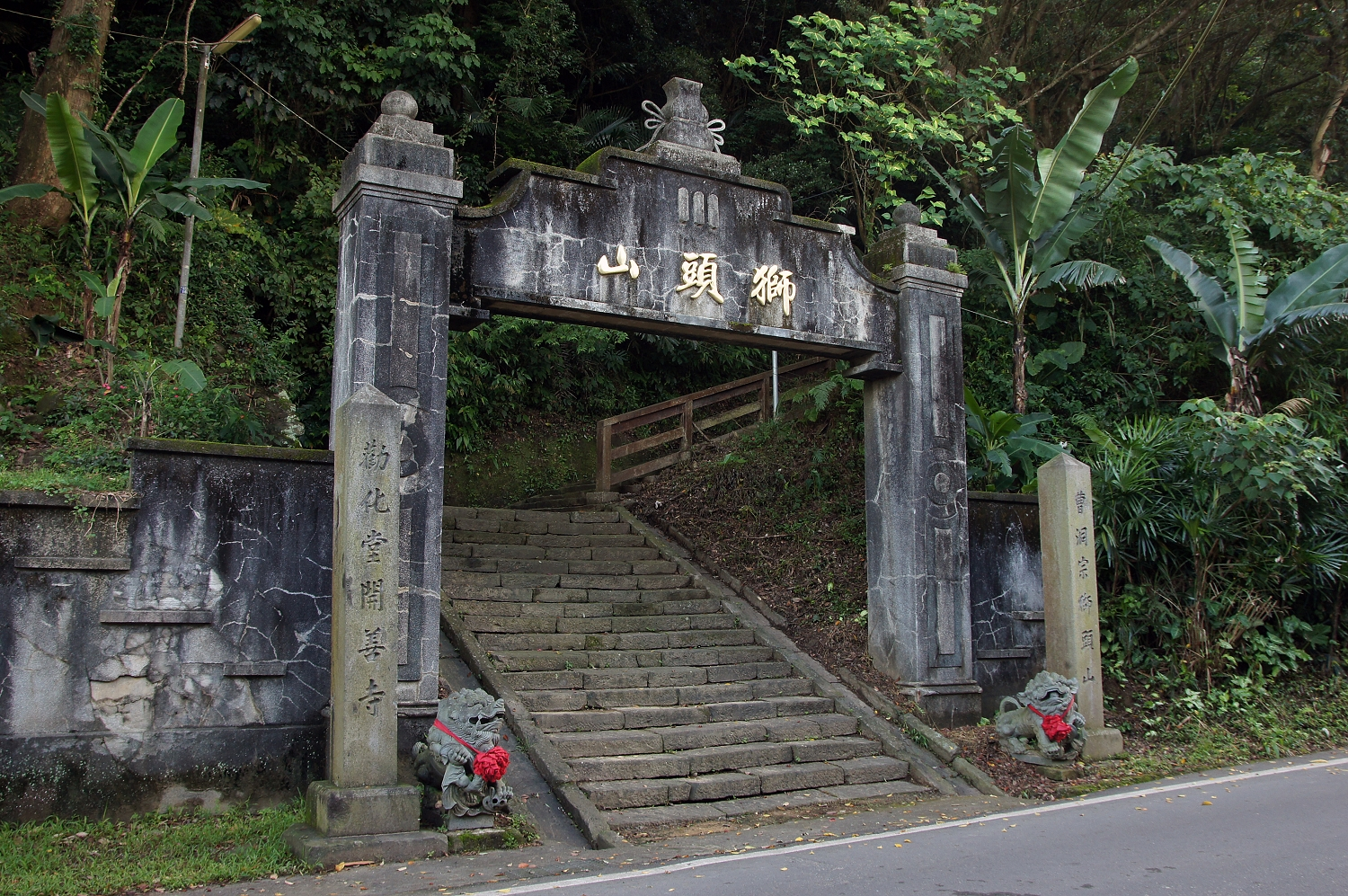
Eingang zum Shishan Path.

Shitoushan (chinesisch 獅頭山, Pinyin Shītóushān, ⊙) liegt in den Landkreisen Hsinchu und Miaoli. In dem Gebiet gibt es viele buddhistische und daoistische Tempel, die in die Klippen gehauen wurden. Ein 5 km langer historischer Wanderweg, der Shishan Path (獅山古道) verbindet die elf Tempel. Im Gebiet befindet sich auch die Nanzhuang Laojie (南庄老街, Nánzhuāng Lǎojiē), eine Siedlung der Hakka in Miaoli und eine Touristenattraktion. Die Region ist auch bekannt für die ethnischen Minderheiten der Atayal und Saisiyat.

## Lishan
Lishan (chinesisch 梨山, Pinyin Líshān, ⊙) liegt im Gebiet von Heping (Taichung). Das Gebiet ist ein historisches Siedlungsgebiet der Atayal und bekannt für den Obstanbau in Höhenlagen, vor allem Pfirsiche, Nashi-Birnen, Äpfel, und verschiedene Gemüse. Die Thermalquellen von Guguan befinden sich ebenfalls in dem Gebiet.